# Tureň
Tureň este o comună slovacă, aflată în districtul Senec din regiunea Bratislava. Localitatea se află la altitudinea de 126 m deasupra n.m., se întinde pe o suprafață de 5,3 km2 și în 2017 număra 1.126 de locuitori.

## Istoric
Localitatea Tureň este atestată documentar din 1252.

## Demografie
| An:                | 1994 | 2004   | 2014    | 2024    |
| ------------------ | ---- | ------ | ------- | ------- |
| Număr de persoane: | 840  | 878    | 1089    | 1282    |
| Diferență:         |      | +4,52% | +24,03% | +17,72% |

| An:                | 2023 | 2024   |
| ------------------ | ---- | ------ |
| Număr de persoane: | 1264 | 1282   |
| Diferență:         |      | +1,42% |